# Casa de Balliol
Casa de Balliol a fost o familie anglo-normandă și picardă care au început să stăpânească niște proprietăți în Anglia în timpul domniei lui William Rufus. În secolele al XIII-lea și al XIV-lea, doi membri ai casei au fost regi ai Scoției.

## Membrii importanți ai casei Balliol
- Guy I de Balliol (d. 1130/1133), a instituit o stăpânire în nordul Angliei în 1090
- Bernard I de Balliol (d. 1154/1162), nepotul lui Guy
- Guy al II-lea de Balliol (d. 1160/1167), fiul lui Bernard
- Bernard al II-lea de Balliol (d. 1190), fratele predecesorului
- Eustace de Balliol (d. 1209), vărul predecesorului
- Hugh de Balliol (d. 1229), fiul anteriorului
- Ioan I de Balliol (d. 1268), fiul anteriorului, fondatorului Colegiului Balliol
- Ioan al II-lea de Balliol (d. 1314), fiul predecesorului, a domnit între 1292 și 1296, urmaș la tron ca rudă îndepărtat a lui David I al Scoției din Casa de Dunkeld.
- Eduard de Balliol (d. 1364), fiul cel mare a lui John, ce a domnit în Scoția între 1332 și 1338, în concurență pentru tron cu David al II-lea din Casa de Bruce.